# Salicornia neei
Espèce
Salicornia neei est une espèce de plantes à fleurs de la famille des Amaranthaceae.
Elle est originaire du Venezuela, des îles Galápagos, et de l'Equateur (pays) jusqu'au sud du Brésil et du sud de l'Amérique du sud.

## Taxonomie
Elle a été décrite pour la première fois en 1817.
Elle a comme synonyme homotypique :
- Sarcocornia neei (Lag.) M.A.Alonso & M.B.Crespo in Ann. Bot. Fenn. 45: 250 (2008)

Elle a comme synonymes hétérotypiques :
- Heterotypic Synonyms
- Salicornia bergii Lorentz & Niederl. in Exped. Rio Negro, Bot 2: 194 (1881)
- Salicornia copiapina Phil. in Anales Univ. Chile 111: 429 (1895)
- Salicornia corticosa (Meyen) Walp. ex Ung.-Sternb. in Vers. Syst. Salicorn.: 60 (1866)
- Salicornia corticosa var. nachtigalli Niederl. in Exped. Rio Negro, Bot: 194 (1881)
- Salicornia corticosa var. typica Speg. in Anales Mus. Nac. Buenos Aires 7: 154 (1902), not validly publ.
- Salicornia doeringii Lorentz & Niederl. in Exped. Rio Negro, Bot 2: 194 (1881)
- Salicornia fruticosa var. corticosa (Meyen) Gunckel in Not. Mens. Mus. Nac. Hist. Nat. 259: 7 (1978)
- Salicornia fruticosa var. doeringii (Lorentz & Niederl.) Speg. in Anales Mus. Nac. Buenos Aires 7: 154 (1902)
- Salicornia fruticosa var. macrostachya Speg. in Anales Mus. Nac. Buenos Aires 7: 154 (1902)
- Salicornia gaudichaudiana Moq. in Chenop. Monogr. Enum.: 115 (1840)
- Salicornia peruviana Kunth in F.W.H.von Humboldt, A.J.A.Bonpland & C.S.Kunth, Nov. Gen. Sp. 2: 193 (1818)
- Salicornia peruviana var. corticosa (Meyen) Reiche in Fl. Chile 6: 172 (1911)
- Salicornia peruviana var. doeringii (Lorentz & Niederl.) Reiche in Fl. Chile 6: 173 (1911)
- Salsola coquimbana Molina in Sag. Stor. Nat. Chili: 132 (1782), nom. rej. prop.
- Salsola corticosa Meyen in Observ. Bot. 1: 378 (1834)